# مونشندورف
مونشندورف (بالألمانية: Münchendorf) هي بلدية في منطقة مودلينج في ولاية النمسا السفلى.